# Juan Bautista Bayuco

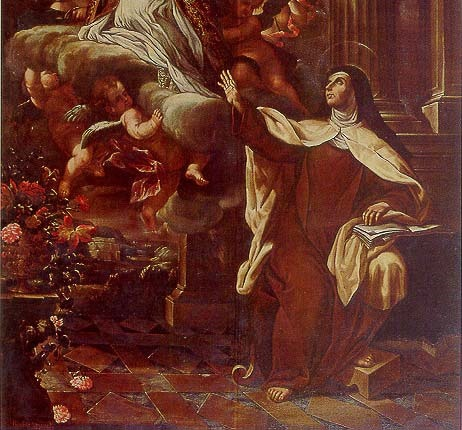
Aparición de san Agustín a santa Teresa (detalle), óleo sobre lienzo, Segorbe, iglesia de San Martín

Juan Bautista Bayuco (c. 1664-Valencia, 1714) fue un pintor barroco español.

## Biografía y obra
Ignorado por Antonio Palomino que, sin embargo, hubo de coincidir con él durante su estancia en Valencia, las primeras noticias de Bayuco proceden de Marcos Antonio de Orellana. Pintor discreto, especializado en pintura decorativa al temple y al fresco, pintó también al óleo para iglesias y cenobios valencianos. Ceán Bermúdez, quien recogía la información proporcionada por Orellana, daba ya por desaparecidas las pinturas al fresco del techo de la capilla de san Vicente Ferrer en la iglesia del convento de los dominicos de Valencia, en las que consta trabajaba en 1692. También se han perdido las pinturas de la vida de San Francisco de Paula que compuso para el claustro del convento de San Sebastián y el resto de las pinturas murales mencionadas por Ceán. Lo conservado en este género, en el que pudo alcanzar cierto grado de especialización, son únicamente las pinturas fechadas en 1702 que cubren por completo los muros y la cúpula de la pequeña capilla del trasagrario de la iglesia de Santa María del Mar de Valencia, decorada con motivos eucarísticos y frutales enmarcando las figuras de los evangelistas y de los padres de la iglesia latina con otras alegorías y retratos.
Del otro aspecto de su personalidad artística, su trabajo como escenógrafo, se conoce su colaboración con José Gomar, discípulo de José Caudí, en los telones y tramoyas para la representación de La fiera, el rayo y la piedra, comedia de Pedro Calderón de la Barca que por orden del virrey Luis de Moscoso se presentó en el Palacio Real de Valencia en 1690, con motivo de las fiestas celebradas por las bodas de Carlos II y Mariana de Neoburgo. De la forma y apariencia de aquellos decorados es posible hacerse una idea gracias a los veinticinco dibujos a pluma incorporados al texto de Fiesta de la comedia que mandó ejecutar, en el Real Palacio de Valencia, el Excelentísimo Señor Don Luis Moscoso, manuscrito con la descripción de aquellas fiestas y la adaptación de la comedia calderoniana conservado en la Biblioteca Nacional.